# Рін Тін Тін
Рін Тін Тін або Рін-Тін-Тін (вересень 1918 — 10 серпня 1932) — самець німецької вівчарки, народжений у Флірі, Франція, який став міжнародною зіркою в кіно. З поля бою Першої світової війни його врятував американський солдат Лі Дункан, який прозвав його «Рінті». Дункан навчив Рін Тін Тін і отримав для пса роботу в німому кіно. «Рін Тін Тін» миттєво мав успіх у прокаті та знявся у 27 голлівудських фільмах, здобувши всесвітню популярність. Разом із попередньою кінозіркою «Мильне серце» Рін Тін Тін сприяв значному зростанню популярності німецьких вівчарок як домашніх улюбленців. Надзвичайна прибутковість його фільмів сприяла успіху студії Warner Bros. і сприяла просуванню кар'єри Дерріла Ф. Занука від сценариста до продюсера та керівника студії.

## Походження
Після наступу американських військ під час битви під Сен-Мієлем капрал Лі Дункан, збройник Повітряної служби армії США, був відправлений 15 вересня 1918 року до маленького французького села Флірі, щоб перевірити, чи вдасться це зробити підходяще льотне поле для свого підрозділу, 135-ї авіаескадрильї. Територія піддавалася авіаційним бомбардуванням і артилерійському обстрілу, і Дункан знайшов сильно пошкоджену будку, яка колись забезпечувала Німецьку імперську армію собаками німецької вівчарки. Єдиними собаками, які залишилися живими в розпліднику, були голодна мати з послідом із п'ятьох цуценят, які годували грудьми, їхні очі все ще були закриті, оскільки їм було менш як тиждень. Дункан врятував собак і повернув їх до свого підрозділу.
Коли цуценят відлучили від грудей, він віддав матір офіцеру, а трьох послідів — іншим солдатам, але залишив по одному цуценяті кожної статі. Він відчував, що ці дві собаки були символами його удачі. Він назвав їх Рін Тін Тін і Нанетт на честь пари талісманів на удачу під назвою Рінтінтін і Ненетт, які французькі діти часто дарували американським солдатам. Дункан відчув, що Нанетт була розумнішою з двох цуценят. (Солдатам зазвичай казали, що Рінтінтін і Ненетт були щасливими коханцями, які пережили бомбардування, але оригінальні ляльки були розроблені Франсіск Пульбот перед війною в кінці 1913 року, щоб виглядати як паризькі вуличні їжаки. Всупереч лінгвістичним підказкам і загальному вжитку, Полбот сказав, що Рінтінтін була лялькою-дівчиною).
У липні 1919 року Дункан потащив собак на борт корабля, який повертав його до США наприкінці війни. Коли він прибув на Лонг-Айленд, штат Нью-Йорк, для повторного в'їзду, він віддав своїх собак на піклування заводчику з Гемпстеда на ім'я місис Лео Ваннер, яка тренувала поліцейських собак. У Нанетт діагностували пневмонію; на заміну заводчик подарував Дункану інше цуценя німецької вівчарки. Дункан поїхав до Каліфорнії залізницею зі своїми собаками. Поки Дункан їхав потягом, Нанетт померла в Гемпстеді. На згадку Дункан назвав свого нового цуценя Нанетт II, але він назвав її Нанетт. Дункан, Рін Тін Тін і Нанетт II оселилися в його будинку в Лос-Анджелесі. Рін Тін Тін був темного кольору соболя і мав дуже темні очі. Нанетт II була набагато світлішого кольору.
Спортивний актор німого кіно, на ім'я Юджин Палетт був одним із друзів Дункана. Двоє чоловіків насолоджувалися природою; вони відвезли собак у Сьєрри, де Паллет любив полювати, а Дункан навчав Рін Тін Тін різним трюкам. Дункан думав, що його собака може виграти кілька нагород на собачих виставках і таким чином стати цінним джерелом цуценят, вирощених з Нанетт, для продажу. У 1922 році Дункан був одним із засновників Каліфорнійського клубу вівчарок, який базувався в Лос-Анджелесі. На першій виставці в клубі Рін Тін Тін продемонстрував свою спритність, але також продемонстрував агресивний характер, гарчав, гавкав і огризався. Це був дуже поганий виступ, але найгірший момент настав після того, коли Дункан йшов додому. Важку пачку газет викинули з вантажівки, і вона впала на собаку, зламавши йому ліву передню ногу. Дункану наклали гіпс на травмовану кінцівку, і він дев'ять місяців доглядав за собакою.
Через десять місяців після розриву нога була вилікувана, і Рін Тін Тін був зареєстрований на виставці німецьких вівчарок у Лос-Анджелесі. Рін Тін Тін навчився стрибати у висоту. На виставці собак під час переможного стрибка його зняв знайомий Дункана Чарлі Джонс, який щойно розробив сповільнену камеру. Побачивши, як знімають його собаку, Дункан переконався, що Рін Тін Тін може стати наступним Сильним серцем, успішним собакою, який жив у своєму власному повнорозмірній ліпнині бунгало з власною вуличною адресою на Голлівудських пагорбах, окремо від особняка його власників. який жив на вулиці поруч із Роєм Роджерсом. Пізніше Дункан написав: «Я був настільки схвильований ідеєю фільму, що думав про нього день і ніч».